# Mír z Fontainebleau (1679)
Mír z Fontainebleau, podepsaný 23. srpna 1679 (juliánský kalendář; podle gregoriánského kalendáře 2. září 1679), ukončil nepřátelství mezi dánsko-norskou unií a Švédskou říší ve skånské válce.

## Předchozí události
Dánsko, pod nátlakem Francie, navrátilo všechna dobytá území během války proti Švédsku výměnou za „nicotné odškodnění“. Smlouva byla potvrzena, upřesněna a doplněna v následném lundském míru.